# Vizsgálati anyagok előkészítése pásztázó elektronmikroszkópos vizsgálatokhoz

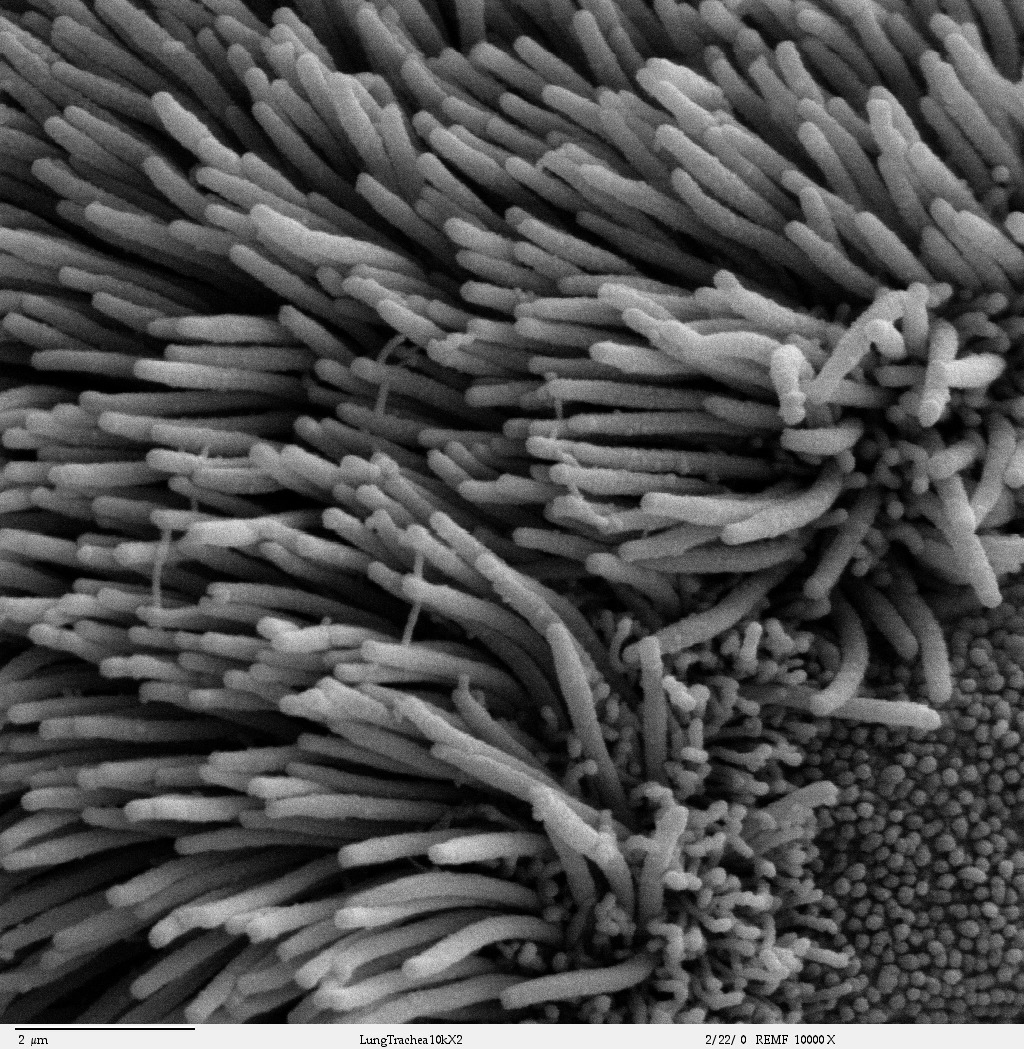
Csillók pásztázó elektronmikroszkópos képe.

A pásztázó elektronmikroszkópos (PEM) vizsgálatokat mind kiterjedtebben használják az orvosbiológiai kutatásokban, a diagnosztikában és a törvényszéki orvostanban. Nagyon jól vizsgálhatók vele sejttenyészetek, kémiailag fixált sejtszuszpenziók, természetes felszínek, mint a bőr és nyálkahártyák, és az anyagok törésével, vagy más módon olyan mesterséges felszínek készíthetők, amelyek a belső szerkezetet teszik láthatóvá. Jól detektálhatók és szemléltethetők vele pl. a vér sejtjeinek kóros alaki eltérései, a falósejtek mozgásainak fázisai, a nyálkahártyák felszínének kóros rendellenességei, haj, szőr, köröm elváltozásai stb. A biológiai vizsgálati anyagok előkészítése a pásztázó elektronmikroszkópos vizsgálatokhoz azonban sajátos módszereket követel. 

## Anyagkivétel és fixálás
Az orvosbiológia vizsgálatoknál szóba jövő anyagtípusok közül csak néhány készíthető elő kémiai rögzítővel való kezelés (fixálás) nélkül. Ilyenek a szőr, a köröm, a fogzománc, valamint a mésztartalmú szövetek (csont, dentin) szerves komponensektől megtisztított, mineralizált (elmeszesedett) alapállománya. A vizsgálni kívánt lágy szöveteket fixálni kell. Erre a legáltalánosabban az elektronmikroszkópos technikákban jól bevált, a finomszerkezet megőrzésére alkalmas aldehid-ozmium kettős fixálás használatos. Bizonyos fokig eltérést jelent az, hogy a felszínvizsgálatoknál nem a belső szerkezet megőrzése, hanem a zavaró szennyezésektől mentes felszín nyerése az alapvető cél. Alapvető fontosságú ezért a vizsgálni kívánt felszín gondos letisztítása a fixálóba merítés előtt. Ugyancsak ilyen fontos, hogy a fixálás illetve a további előkészítés során a felszín szennyeződés- és sérülésmentes maradjon. Általában ugyancsak előnyösebb PEM-os vizsgálatokhoz a szokásosnál hosszabb, a szövet keménységét jobban fokozó fixálást alkalmazni, és esetenként még jobb eredmény érhető el speciális, az anyagot merevítő hatású impregnálási eljárásokkal.

## Szárítás
A vákuumtérben történő vizsgálathoz az anyagokat szárítani kell. Az általában folyékony nitrogénnel lehűtött tárgyasztalokra helyezett fagyasztott, de kémiailag nem módosított minták vizsgálata analítikai célokra használható, a morfológiai felbontóképesség az ilyen mintákon igen szerény, és csak az analizálandó terület kiválasztására szolgál. A szárítás a lágy szövetek esetében igen kritikus eljárás a szerkezet megtartása szempontjából. A sejtek, szövetek finomszerkezetének fenntartásában a hidrofób és hidrofil csoportok kölcsönhatásainak igen nagy szerepe van, és ez az érzékeny egyensúlyi állapot a víz eltávolításával megbomlik. A víztelenítés szerkezetkárosító hatása a fénymikroszkópos (FM-os) és a transzmissziós elektronmikroszkópos (TEM-os) vizsgálatra kerülő metszet-minták előkészítése során a mintákat kémiai kötésekkel stabilizáló fixálással, az ezt követő fokozatos víztelenítéssel, majd paraffinba illetve műgyantába történő beágyazással – gondos kivitelezés mellett – lényegében elhanyagolhatóra csökkenthetők. A lágy szövetek szárítása közben azonban a folyadék és a gőzfázis felszínhatára az anyag szerkezeti elemein áthalad, ami az igen erős felületi feszültségi effektusok következtében molekuláris átrendeződéseket okoz. A végeredmény a szövet zsugorodása és torzulása. Ezek a nemkívánatos hatások gyakorlatilag elhanyagolhatóra csökkenthetők a megfelelő fixáló szerekkel végzett erőteljes („merevítő”) kezeléssel, esetleg valamilyen impregnációs módszerrel, valamint olyan szárítási módszerekkel, amelyek a felületi feszültség hatását csökkentik, vagy kiküszöbölik.

## Volatilis szárítás
A szárítás közben fellépő felületi feszültségi hatás a víznél a legerősebb, így a zsugorodás tovább csökkenthető kisebb felületi feszültségű, gyorsan párolgó (volatilis) folyadékokból történő szárítással. Ehhez az anyagot fokozatosan – megfelelő köztes keverékeken át – a szárításra használt folyadékba (pl. éter, amilacetát, propilén-oxid stb.) kell átvinni, és ebből kiszárítani. A módszer megfelelő eredményt ad vékony rétegvastagságú vagy kisméretű minták esetében.

## Fagyasztva szárítás
Ez azzal küszöböli ki a szerkezetváltozásokat, hogy a jég vákuum-szublimáltatásával a felszínhatáron jelentkező felületi feszültségi hatásokat kiiktatja. Itt azonban egy másik probléma jelent hátrányt; nevezetesen az, hogy a lefagyasztás közben képződő jégkristályok károsítják az anyag szerkezetét. Ez a jelenség csökkenthető, ha a fagyasztva szárítás valamilyen apoláris oldószerből (alkohol, amilacetát, butanol) történik. Ez azonban már eléggé megbonyolítja, eszköz- és munkaigényessé teszi az eljárást.

## Kritikus ponton szárítás
A kritikus pont a folyadékoknak és telített gőzeiknek azt a hőmérsékleti és nyomásértékét jelenti, amelyen a folyadék és telített gőzeinek sűrűsége azonos, így a két fázis közötti határfelszín eltűnik. A kritikus ponthoz tartozó hőmérséklet a kritikus hőmérséklet, e fölött az anyag csak gázhalmazállapotban létezik, semmilyen nagy nyomáson sem cseppfolyósítható. Ha egy folyadékot zárt térben kritikus hőmérséklete fölé melegítünk, a kritikus ponton átlépve a folyadék halmazállapottal azonos sűrűségű gázhalmazállapot jön létre. Eközben a folyadék úgy alakul gázzá, hogy fázishatár nem jelentkezik: a folyadékban lévő folyadékkal átitatott anyag gázzal átitatottá válik, azaz megszárad anélkül, hogy a folyadék-gőz fázishatár áthaladásával járó felületi feszültségi hatások jelentkeznének. Az eljárás gyakorlati kivitelezése szempontjából fontos az, hogy olyan anyagokból történjen a szárítás, amelyeknek kritikus pontjához nem túl magas hőmérséklet és nyomás tartozik, hogy az anyag ne károsodjon, és a művelet laboratóriumi körülmények között viszonylag könnyen kivitelezhető legyen. Erre a vizes közeg a víz igen magas kritikus hőmérséklete és nyomása (+344 °C; 217,7 atm) miatt nem alkalmas. A gyakorlatban a szén-dioxidos eljárás vált be. (Használtak ugyan Freon-13-at is, ma azonban ez környezetvédelmi okokból nem jöhet szóba.)

## A minta vezetőképességének és anyagi homogenitásának javítása
Ahhoz, hogy a felszín topográfiáját pontosan tükröző képeket kapjunk, alapvetően fontos, hogy a primer sugár beesési szögén kívül más ne modulálja számottevően a kilépő szekunder elektronok mennyiségét. A szekunder elektronok kilépését elősegíti az a feszültségkülönbség, amelyet a tárgy és a jelfogó (detektor) között alkalmaznak szekunder elektronok összegyűjtésére. A detektor feszültsége a tárgyhoz képest pozitív, ezért vonzó, kivonó hatása érvényesül a tárgy elektronjaira, amely ideális esetben a tárgy valamennyi pontjára nézve egyforma. Megváltozik azonban a helyzet, ha a tárgy felszínén a töltéseloszlás nem egyenletes. A felszín negatívabb töltésű részletei és a detektor között nagyobb lesz az elektronok kilépését elősegítő feszültségkülönbség, így ezekről a területekről az elektronemisszió – a felszíni topográfiától és a primer sugár beesési szögétől függetlenül – nagyobb lesz, azaz a képen világosabb területként jelenik meg. Ennek kialakulására nagyobb a lehetőség a rossz vezetőképességű anyagokon, mivel a primer elektronsugár egy részének elnyelődése negatív töltések bevitelét jelenti, és ha ezek azonnali elvezetése nem biztosított, a tárgyfelszínen negatívan feltöltődött területek jönnek létre. Ez az adott területen aránytalanul erős és időben is elhúzódó elektronkibocsátást vált ki, ezért az ilyen terület a képernyőn fénylik, illetve belőle kiindulva a pásztázósugár mozgásának irányában a képen világos sávok jelentkeznek. Ez az úgynevezett feltöltődési műtermék, és ha a tárgy több területén is fellép, az egész képet ködössé, homályossá, teljesen értékelhetetlenné teszi. A minta feltöltődése nem jöhet létre, ha anyaga, illetve maga a felszín jó vezető, mert ilyenkor az elnyelt töltésmennyiség azonnali elvezetése biztosított. A kiszárított biológiai minták általában igen rossz elektromos vezetők, ezért vezetőképességüket a PEM-os vizsgálatokhoz jelentős mértékben növelni kell. A legáltalánosabban használt módszer ehhez a felszínnek egy vékony, egyenletes, jól vezető fémréteggel történő bevonása. Ez történhet vákuum-gőzöléssel, vagy katódporlasztással. Ehhez általánosan használt fém az arany, de szebb képeket kapunk, ha a felszínt arany-palládium megközelítőleg 1:1 arányú ötvözetével vonjuk be.